# Matt Mobley
Matthew Warren Mobley (Worcester, 1º settembre 1994) è un cestista statunitense.